# تپه کهنه گورستان امامزاده اک
تپه کهنه قبرستان امامزاده اک مربوط به دوران‌های تاریخی پس از اسلام است و در شهرستان بوئین‌زهرا، بخش آوج، روستای اک واقع شده و این اثر در تاریخ ۲۵ اسفند ۱۳۸۰ با شمارهٔ ثبت ۵۶۹۰ به‌عنوان یکی از آثار ملی ایران به ثبت رسیده است.